# 1971 في بيرو
فيما يلي قوائم الأحداث التي وقعت خلال عام 1971 في بيرو.

## رياضة
- 1 يناير – الدوري البيروفي لكرة القدم 1971 الفائز نادي يونيفرسيتاريو.
- 1 يناير – بطولة أمريكا الجنوبية لألعاب القوى 1971
- 1 يناير – كوبا بيرو 1971 الفائز نادي ميلغار أريكيبا.

## مواليد

### يناير
- 1 يناير – لويس جاكوب فنان كندي.[1]

### مارس
- 20 مارس – خوان فيلاسكيز لاعب كرة قدم بيروفي.

### يوليو
- 4 يوليو – خورخي أرتور مندوزا هورتاس

### أكتوبر
- 27 أكتوبر – خورخي سوتو لاعب كرة قدم بيروفي.[2]

### نوفمبر
- 6 نوفمبر – خوسيه لويس شاكون لاعب كرة قدم بيروفي.[3]

## وفيات

### مايو
- 6 مايو – ماريا خيسوس ألفارادو ريفيرا (مواليد 1878)